# اولان‌خوس
شهرستان اولان‌خوس  (به زبان مغولی: Улаанхус сум، [Ulaanxus sum]؛ ᠤᠯᠠᠭᠠᠩ ᠬᠤᠰᠤ ᠰᠤᠮᠤ، [ulaɣan qus‍u sumu])، یا اولان‌قوس (به زبان قزاقی: Ұланқұс сұмыны، ۇلانقۇس سۇمىنى‎) یک شهرستان در مغولستان است که در استان بایان‌اولگی واقع شده‌است. اولان‌خوس ۶٬۰۴۷٫۹۳ کیلومتر مربع مساحت و ۸٬۹۲۷ نفر جمعیت دارد.

## تقسیمات اداری
شهرستان اولان‌خوس (اولان‌قوس) متشکل از ۱۱ قصبه (باغ) می‌باشد، شامل:
- اولان‌اِرِگ
  - (مغولی: Улаан эрэг баг، [Ulaan ereg bag]؛ ᠤᠯᠠᠭᠠᠨ ᠡᠷᠭᠢ ᠪᠠᠭ، [ulaɣan ergi baɣ])
  - (قزاقی: Ұлан ерег бағы، ۇلان ەرەگ باعى‎)
- ایخ‌اویغور
  - (مغولی: Их ойгор баг، [Ix Ojgor bag]؛ ᠶᠡᠬᠡ ᠣᠶᠢᠭᠣᠷ ᠪᠠᠭ، [yeke oyiɣur baɣ])
  - (قزاقی: Их ұйғыр бағы، يح ۇيعىر باعى‎)
- بایان‌جورخ (بایان‌جورِک)
  - (مغولی: Баян зүрх баг، [Bajan zürx bag]؛ ᠪᠠᠶ᠋ᠠᠨ ᠵᠢᠷᠦᠬᠡ ᠪᠠᠭ، [bayan jirüke baɣ])
  - (قزاقی: Баян жүрек бағы، بايان جۇرەك باعى‎)
- بیلو
  - (مغولی: Билүү баг، [bilüü bag]؛ ᠪᠢᠯᠡᠭᠦᠦ ᠪᠠᠭ، [bilegüü baɣ])
  - (قزاقی: «Білу» адындағы бақ، «ٴبىلۋ» ادىنداعى باق‎)
- بیلو ۲
  - (مغولی: Билүү 2 баг، [bilüü 2 bag]؛ ᠪᠢᠯᠡᠭᠦᠦ ᠒ ᠪᠠᠭ، [bilegüü baɣ])
  - (قزاقی: «Білу» адындағы 2 бақ، «ٴبىلۋ» ادىنداعى 2 باق‎)
- خوخ‌آدار (کوک‌آدار)
  - (مغولی: Хөх адар баг، [Xöx adar bag]؛ ᠬᠥᠬᠡ ᠠᠳᠠᠷ ᠪᠠᠭ، [köke adar baɣ])
  - (قزاقی: Көк адар бағы، كوك ادار باعى‎)
- خوخ‌خوتل (کوک‌آدار)
  - (مغولی: Хөх хөтөл баг، [Xöx xötöl bag]؛ ᠬᠥᠬᠡ ᠬᠥᠳᠡᠯ ᠪᠠᠭ، [köke ködel baɣ])
  - (قزاقی: Көк хөділ бағы، كوك ٴحودىل باعى‎)
- خولجا (غولجه)
  - (مغولی: Хулжаа баг، [Xulžaa bag]؛ ᠬᠤᠯᠵᠠᠭᠠ᠋ ᠪᠠᠭ، [quljag-a baɣ])
  - (قزاقی: Құлжа бағы، قۇلجا باعى‎)
- دایان
  - (مغولی: Даян баг، [Dajan bag]؛ ᠳᠠᠶᠠᠨ ᠪᠠᠭ، [dayan baɣ])
  - (قزاقی: Даян бағы، دايان باعى‎)
- سوغوغ
  - (مغولی: Согоог баг، [Sogoog bag]؛ ᠰᠣᠭᠤᠭ ᠪᠠᠭ، [soɣuɣ baɣ])
  - (قزاقی: Coғұқ бағы، سوعۇق باعى‎)
- منغول‌غول
  - (مغولی: Монгол гол баг، [Mongol gol bag]؛ ᠮᠣᠩᠭᠣᠯ ᠭᠣᠣᠯ ᠪᠠᠭ، [moŋɣol ɣoul baɣ])
  - (قزاقی: Моңғол қол бағы، موڭعول قول باعى‎)